# Cynorta munozgrateroli
Cynorta munozgrateroli is een hooiwagen uit de familie Cosmetidae.